# Адыгея
Адыге́я или Респу́блика Адыге́я (адыг. Адыгэ Республик) — субъект Российской Федерации, республика в её составе.
Входит в состав Южного федерального округа, является частью Северо-Кавказского экономического района. Столица — город Майкоп.
Представляет собой анклав: территория республики со всех сторон окружена территорией Краснодарского края.
Образована 27 июля 1922 года как Черкесская (Адыгейская) автономная область на территории Майкопского и Екатеринодарского отделов Кубано-Черноморской области, 24 августа 1922 года Черкесская (Адыгейская) автономная область была переименована в Адыгейскую (Черкесскую) автономную область. В августе 1928 года была переименована в Адыгейскую автономную область, 3 июля 1991 года преобразована в Советскую Социалистическую Республику Адыгея. 23 марта 1992 года принято современное название.
Государственные языки: адыгейский и русский.

## Физико-географическая характеристика

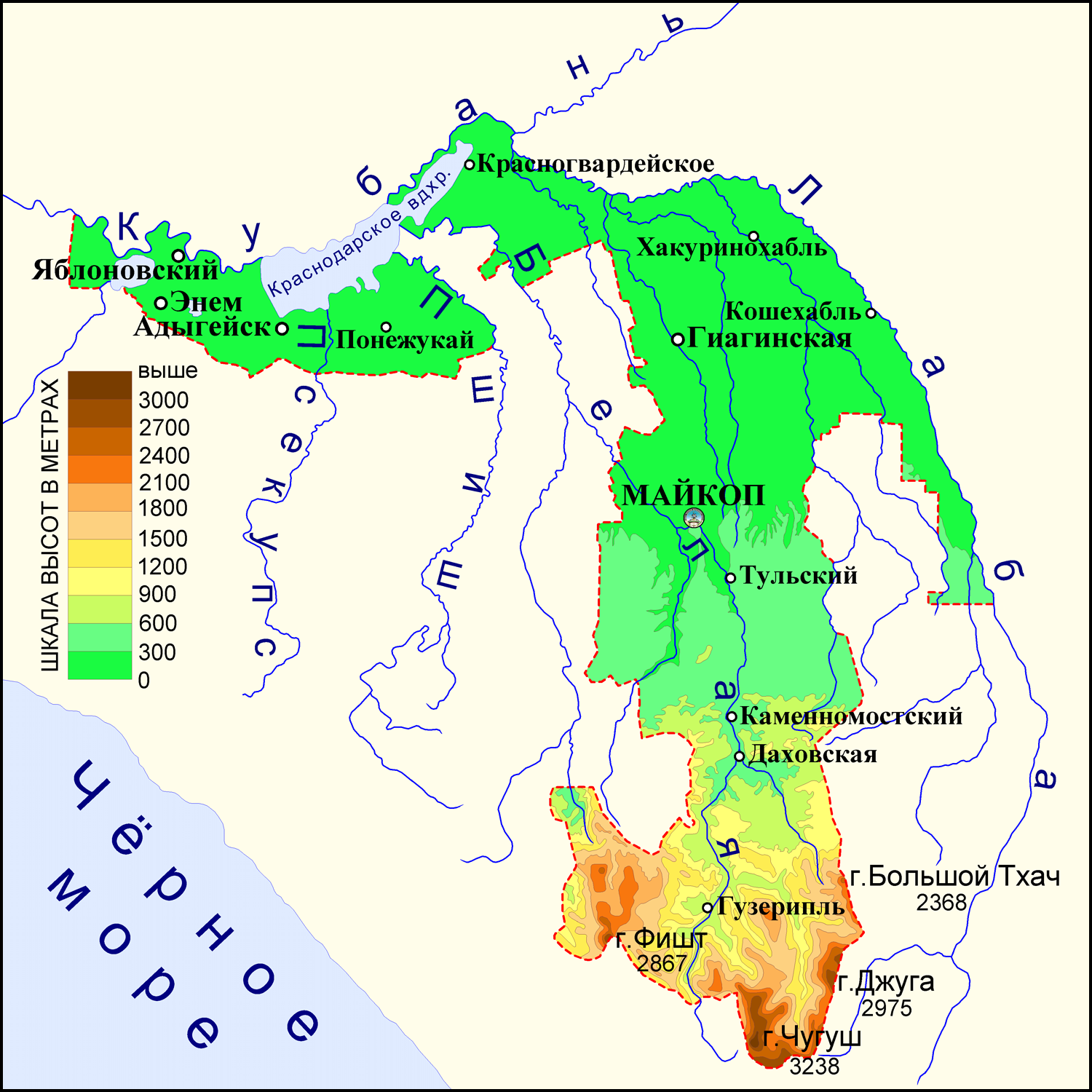
Физическая карта Адыгеи

### География

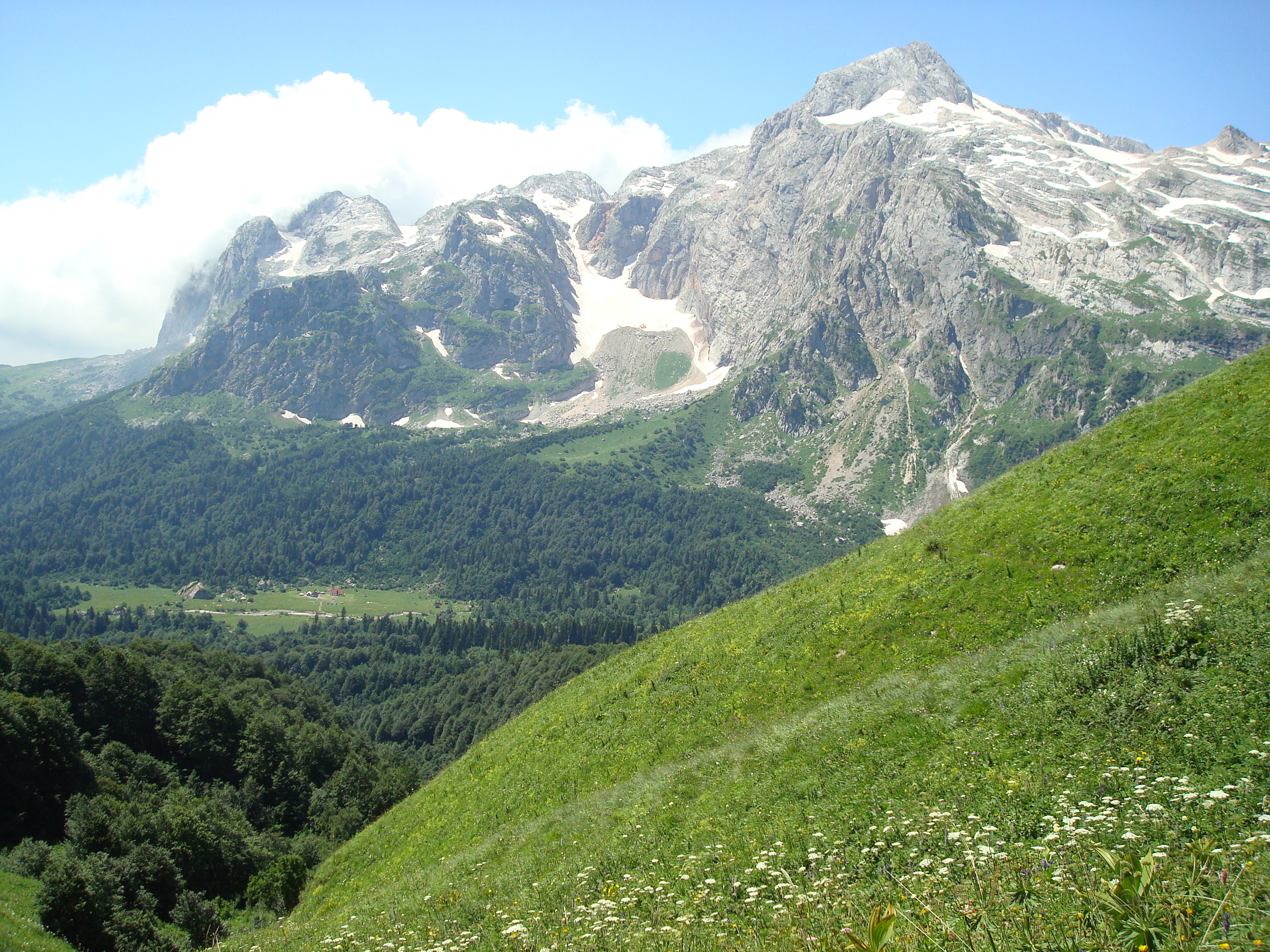
Гора Фишт

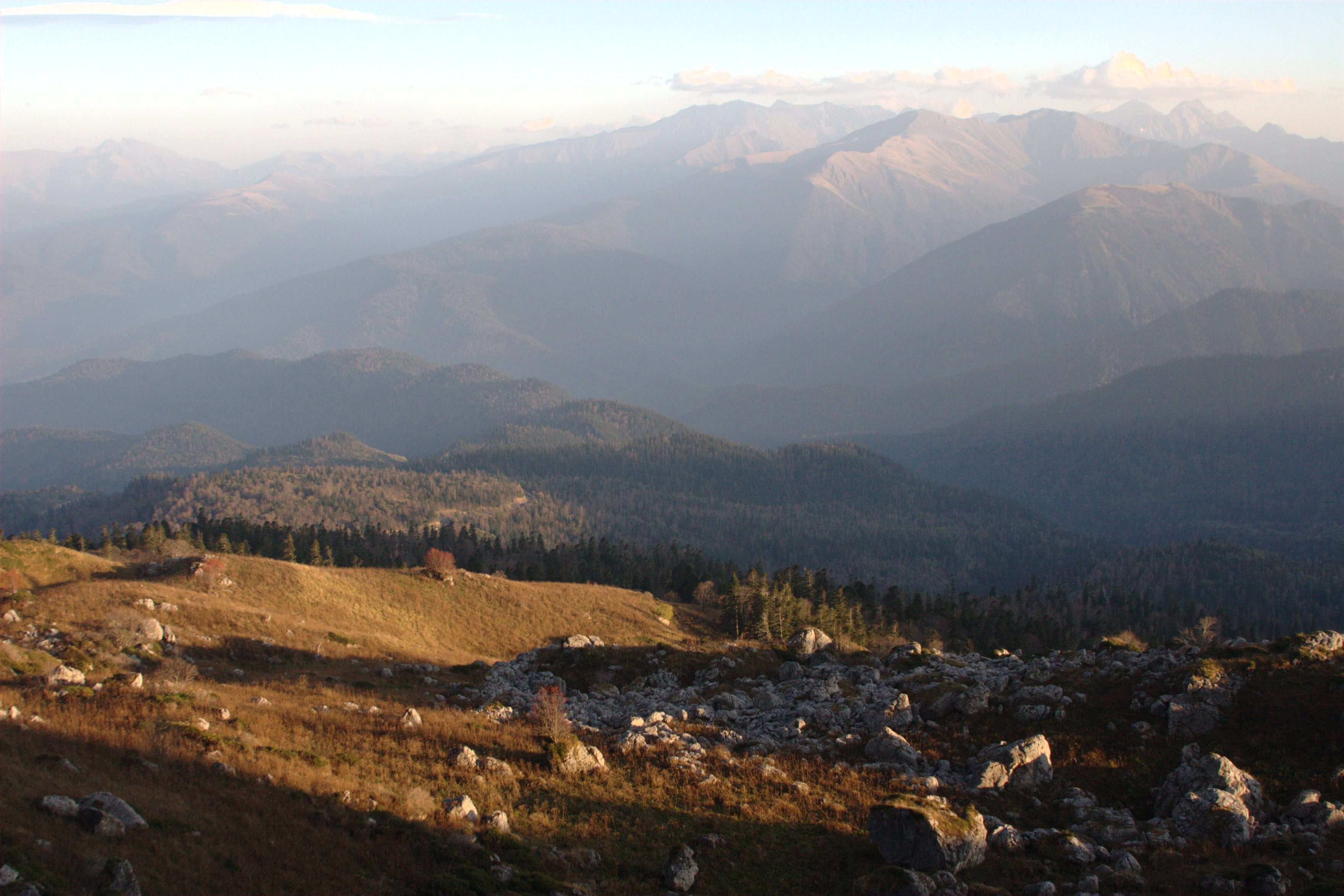
Горы Адыгеи

Республика расположена на юго-западе Российской Федерации, на левобережье Кубани, занимает центральную часть Прикубанской наклонной (Закубанской) равнины и северные склоны Северо-Западного Кавказа.
Основная территория республики находится в бассейне двух главных притоков Кубани: рек Лабы и Белой и заключена между параллелями 44° и 45° СШ. 45-я параллель пересекает Краснодарское водохранилище и северную часть Прикубанской равнины, 44-я проходит через горные районы вблизи оз. Псенодах и пос. Гузерипль, 40-й меридиан почти посередине пересекает республику с севера на юг, проходя через центральную часть Лагонакского нагорья, чуть западнее Майкопа и ст. Гиагинской.
Адыгея граничит с Красноармейским, Динским, Усть-Лабинским, Курганинским районами Краснодарского края и городом Краснодаром на севере, с Адлерским, Лазаревским, Хостинским районами города Сочи на юге, с Апшеронским, Белореченским, Северским районами и городом Горячим Ключом на западе и Мостовским, Лабинским и Курганинским районами на востоке.
Площадь Адыгеи — 7790 км². Длина границ — 900 км. Протяжённость территории республики с севера на юг — 208 км, с запада на восток — 165 км.

### Природные ресурсы
Адыгея богата лесными ресурсами, занимающими более трети её территории, в южной части. Из полезных ископаемых имеются небольшие запасы природного газа, велики запасы строительных материалов (гравий, песок, глина, известняк), в горной части республики расположены небольшие месторождения золота, рудных материалов.

### Часовой пояс
Адыгея находится в часовой зоне московского времени. Часовой пояс: UTC+3.

### Климат
Климат умеренно тёплый и мягкий. Большое влияние на формирование климата региона оказывает характер атмосферной циркуляции. Важной климатической и рекреационной характеристикой местности является и продолжительность солнечного сияния. В целом по республике насчитывается от 200 до 250 ясных дней в году; суммарная солнечная радиация составляет 115—120 ккал/кв.см.
В большой степени характер климата определяется особенностями географического положения республики, в первую очередь, близостью незамерзающего Чёрного моря, широтой местности, высотой и распределением горных хребтов Северо-Западного Кавказа. Чёрное море является хорошим «аккумулятором» тепла, накапливая его летом и постепенно отдавая окружающим местностям в зимний период. Одновременно оно является очагом формирования так называемых черноморских циклонов, несущих влагу в прибрежные районы. В свою очередь, Кавказские горы задерживают влажные ветры западных составляющих и способствуют достаточному увлажнению территории республики в весенне-летний период. Поэтому осадков в Адыгее выпадает вдвое больше, чем, например, в северной степной зоне Краснодарского края. Количество дней с осадками в целом за год бывает 115—150. Тёплых дней в году 200—210.
Выпадение осадков по территории республики очень неравномерно, особенно в предгорно-горной зоне. В общем случае их количество увеличивается с высотой. Однако на распределение осадков большое влияние оказывает орография местности. Так, северный уступ Лагонакского нагорья является своеобразным «орографическим экраном», перед которым количество осадков резко возрастает. Наибольшее среднегодовое количество осадков (2744 мм) зарегистрировано на Белореченском перевале.
Ветровой режим территории также подчиняется орографии местности. Так, если в Даховской преобладают ветры северного и юго-восточного направлений, то в расположенном в долине р. Белой пос. Гузерипль — северного, северо-восточного, южного и юго-западного направлений. Скорости ветра на территории относительно невелики. Наибольшие штормовые ветры наблюдаются преимущественно в зимний период и связаны исключительно с прохождением атмосферных фронтов. Характерной особенностью ветрового режима горной и предгорной зоны является наличие горно-долинных ветров.
Несмотря на небольшую протяжённость территории Адыгеи с севера на юг (около 200 км), климат республики отличается большим разнообразием. В северной равнинной её части климат умеренно-континентальный, в предгорной — тёплый, влажный, а в южной части холодный климат высокогорий.
В целом климатические ресурсы благоприятны для сельского хозяйства, развития промышленности, транспорта и рекреации. Климатические особенности лучше всего прослеживаются по сезонам года.
Зима в республике малоснежная, умеренно-холодная, мягкая. В редкие годы она начинается сразу. Обычно наблюдается более или менее длительный период предзимья. В этот промежуток времени происходит непрестанная смена похолоданий и оттепелей с полным сходом снега. В среднем, зима в Адыгее начинается в первой половине декабря, когда среднесуточная температура воздуха опускается ниже 0°С, однако сроки наступления зимы могут варьироваться: в тёплые годы осень может продлиться до середины января и плавно перейти в весну, а в холодные годы зима может прийти уже в ноябре и закончиться только в конце марта. Самым холодным зимним месяцем является январь. Его средняя многолетняя температура колеблется от −2,0°С в равнинной части до −4,4°С в предгорьях. В зимний период нередки значительные похолодания, когда минимальная температура воздуха понижается до −20… — 25°С. При этом абсолютный минимум может достигать −30… — 35°С. Среди зимы возможны резкие оттепели с температурами, доходящими до +10…+15°С и вызывающими таяние снега, взлом ледяного покрова и наводнения на реках. Зачастую эти оттепели связаны с тёплым сухим ветром — феном.
Высота снежного покрова на равнинной части небольшая: 6-10 см, в предгорной и горной колеблется от 50 см до 2-5 м. Максимальная высота снега (6,1 м) была зарегистрирована в горной группе Фишта. Промерзание почвы на равнинной части Адыгеи не превышает 15-30 см.
Весна обычно связана с ослаблением азиатского барического максимума и отступлением к востоку его западного отрога. Как следствие, средиземноморские циклоны получают возможность продвигаться к востоку и северо-востоку. Связанные с ними выносы тёплых воздушных масс с юга и юго-запада способствуют быстрому росту температуры воздуха, оттаиванию и прогреванию почвы. Отличительной чертой весенней циркуляции в Адыгее является большая изменчивость атмосферных процессов и быстрая смена воздушных масс.
Весна на равнине наступает рано (по средним многолетним данным, в конце февраля — первой декаде марта), а в горах на высоте 2000 м — в конце марта и позже. К началу марта снег полностью сходит с полей, а полное оттаивание почвы наблюдается уже в феврале. Нарастание тепла весной идёт, как правило, быстро. Уже через 15 дней после начала весны: в течение марта температура воздуха переходит через +5°С, а 10-20 апреля — через +10°С. К этому времени прекращаются заморозки.
Летом циркуляция воздушных масс значительно ослаблена. Погода, в основном, формируется за счёт трансформации воздушных масс в медленно движущихся в азорском и арктических антициклонах, чему в значительной степени способствует большой приток солнечной радиации. Лето в Адыгее продолжается в среднем 140—150 дней. На равнинной части республики оно наступает в первой половине мая, в предгорьях на 10—15 дней позже, а в горах до высоты 1700—1800 м над уровнем моря в первой половине июня. Средняя месячная температура воздуха в самом теплом месяце года: июле составляет на равнине +23,2°С, а в предгорьях +20…+ 22°С. Лето на равнине жаркое и сухое, в предгорьях намного прохладнее. В более высоких горах устойчивого перехода температуры воздуха выше +10°С не наблюдается.
Летние осадки носят преимущественно ливневый характер. Всего за тёплый период на равнинной территории выпадает от 300 до 400 мм. В предгорьях сумма осадков за этот период увеличивается до 500—550 мм, а в горах до 800—1000 мм.
Осень на равнинной Адыгее наступает в конце сентября — начале октября, в предгорьях на 10—15 дней раньше. Начало осени характеризуется устойчиво тёплой, сухой и солнечной погодой («бабье лето»). Во второй половине октября температура воздуха переходит через 10°С в сторону дальнейшего понижения, заканчивается активная вегетация сельскохозяйственных культур, отмечаются первые заморозки. Дожди приобретают продолжительный обложной характер. В середине ноября происходит устойчивый переход температуры воздуха через +5°С, вегетация сельскохозяйственных культур прекращается полностью.

## История

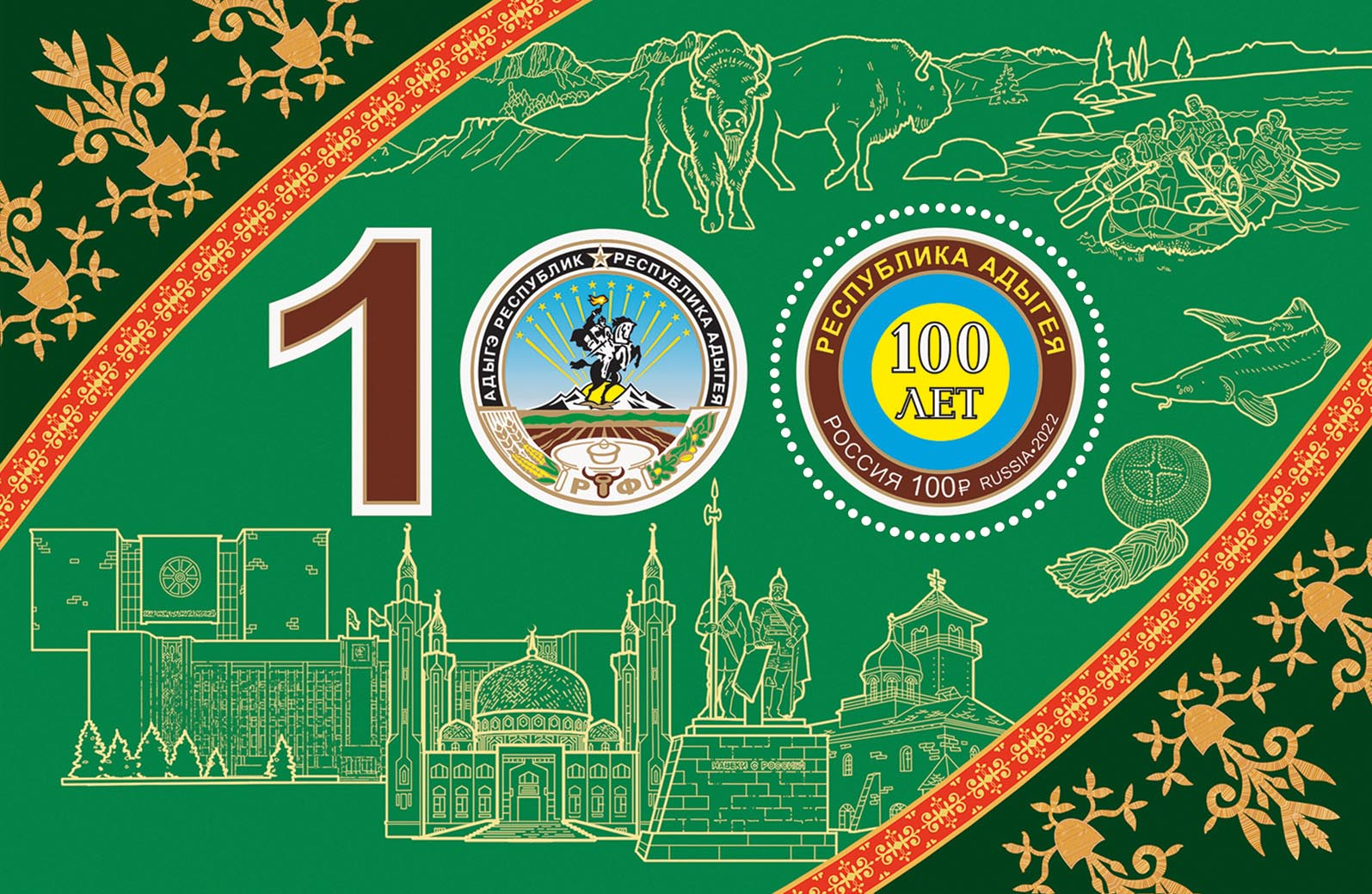
Почтовый блок — 100 лет Республике Адыгея

До 1991 года — Адыгейская Автономная область Краснодарского края.
В декабре 1991 года — январе 1992 года состоялись выборы депутатов в Верховный Совет Республики Адыгея. Был сформирован первый в истории Адыгеи парламент. В 1993 году он преобразован в Законодательное Собрание (Хасэ), а в 1995 году в Государственный Совет — Хасэ.
В январе 1992 года был избран первый президент республики Аслан Джаримов, в марте 1992 года — первый председатель Верховного Совета Республики Адыгея Адам Тлеуж. С 2002 по 2007 годы Адыгею возглавлял Хазрет Совмен, с 2007 по 2017 годы — Аслан Тхакушинов. С 2017 года Главой Республики Адыгея является Мурат Кумпилов.
25 декабря 1993 года вступившая в силу Конституция Российской Федерации подтвердила республиканский статус Адыгеи.
Конституция Республики Адыгея была утверждена Законодательным Собранием (Хасэ) 10 марта 1995 года.

## Население
Численность населения республики по данным Росстата составляет 500 731 чел. (2025). Плотность населения: 64,26 чел./км2 (2025). Городское население: 
49,22 % (2022).
Коэффициент смертности на конец 2017 года составил 12.6 промилле. С учётом общей численности населения выходит, что в год в регионе умирает 5713 человек.

### Национальный состав
| Год переписи                                      | 1979             | 2002               | 2010               |
| ------------------------------------------------- | ---------------- | ------------------ | ------------------ |
| Всё население                                     | 404 390          | ↗ 447 109          | ↘ 439 996          |
| Лица, указавшие национальность                    | 404 390 (100 %)  | ↗ 445 306 (100 %)  | ↘ 425 386 (100 %)  |
| Русские                                           | 285 626 (70,6 %) | ↗ 288 280 (64,7 %) | ↘ 270 714 (63,6 %) |
| Адыги *адыгейцы *черкесы *кабардинцы              | 86 561 (21,4 %)  | ↗ 109 066 (24,4 %) | ↗ 110 218 (25,2 %) |
| Армяне                                            | 6 359 (1,6 %)    | ↗ 15 268 (3,4 %)   | ↗ 15 561 (3,7 %)   |
| Украинцы                                          | 12 078 (3,0 %)   | ↘ 9 091 (2,0 %)    | ↘ 5 856 (1,4 %)    |
| Курды                                             | 2 (0,0 %)        | ↗ 3 631 (0,8 %)    | ↗ 4 528 (1,1 %)    |
| Татары                                            | 2 415 (0,6 %)    | ↗ 2 904 (0,7 %)    | ↘ 2 571 (0,6 %)    |
| Цыгане                                            | 1 109 (0,3 %)    | ↗ 1 844 (0,4 %)    | ↗ 2 364 (0,6 %)    |
| Азербайджанцы                                     | 274 (0,1 %)      | ↗ 1 399 (0,3 %)    | ↗ 1 758 (0,4 %)    |
| Греки                                             | 1 021 (0,3 %)    | ↗ 1 726 (0,4 %)    | ↘ 1 385 (0,3 %)    |
| Белорусы                                          | 2 244 (0,6 %)    | ↘ 1 934 (0,4 %)    | ↘ 1 253 (0,3 %)    |
| Другие национальности                             | 6 701 (1,7 %)    | ↗ 10 472 (2,4 %)   | ↘ 9 697 (2,3 %)    |
| Лица, не указавшие национальность                 | 0                | ↗ 1 803            | ↗ 14 610           |
| показаны народы c численностью более 1000 человек |                  |                    |                    |

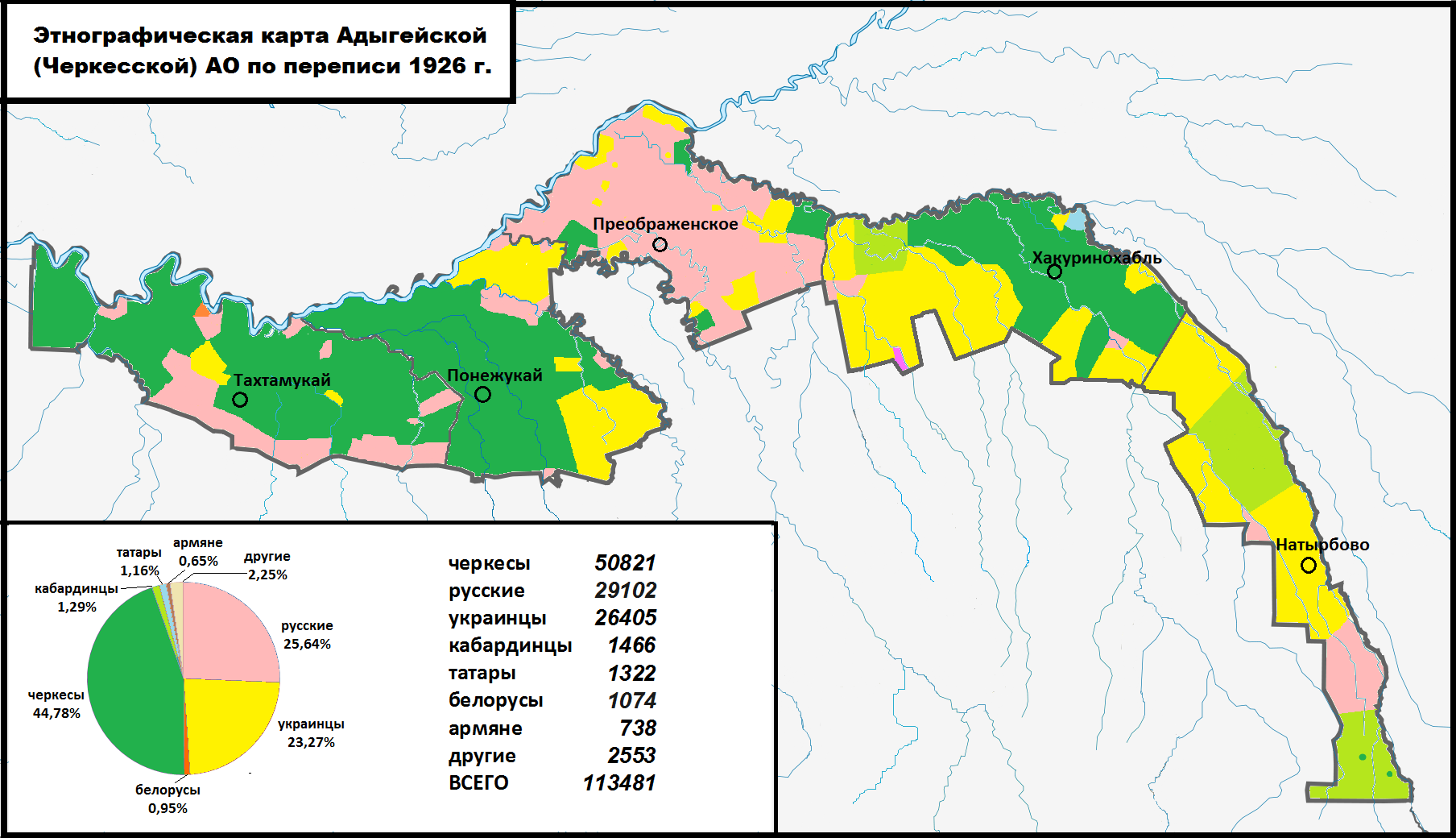
Этнографическая карта Адыгейской (Черкесской) АО на 1926 г.

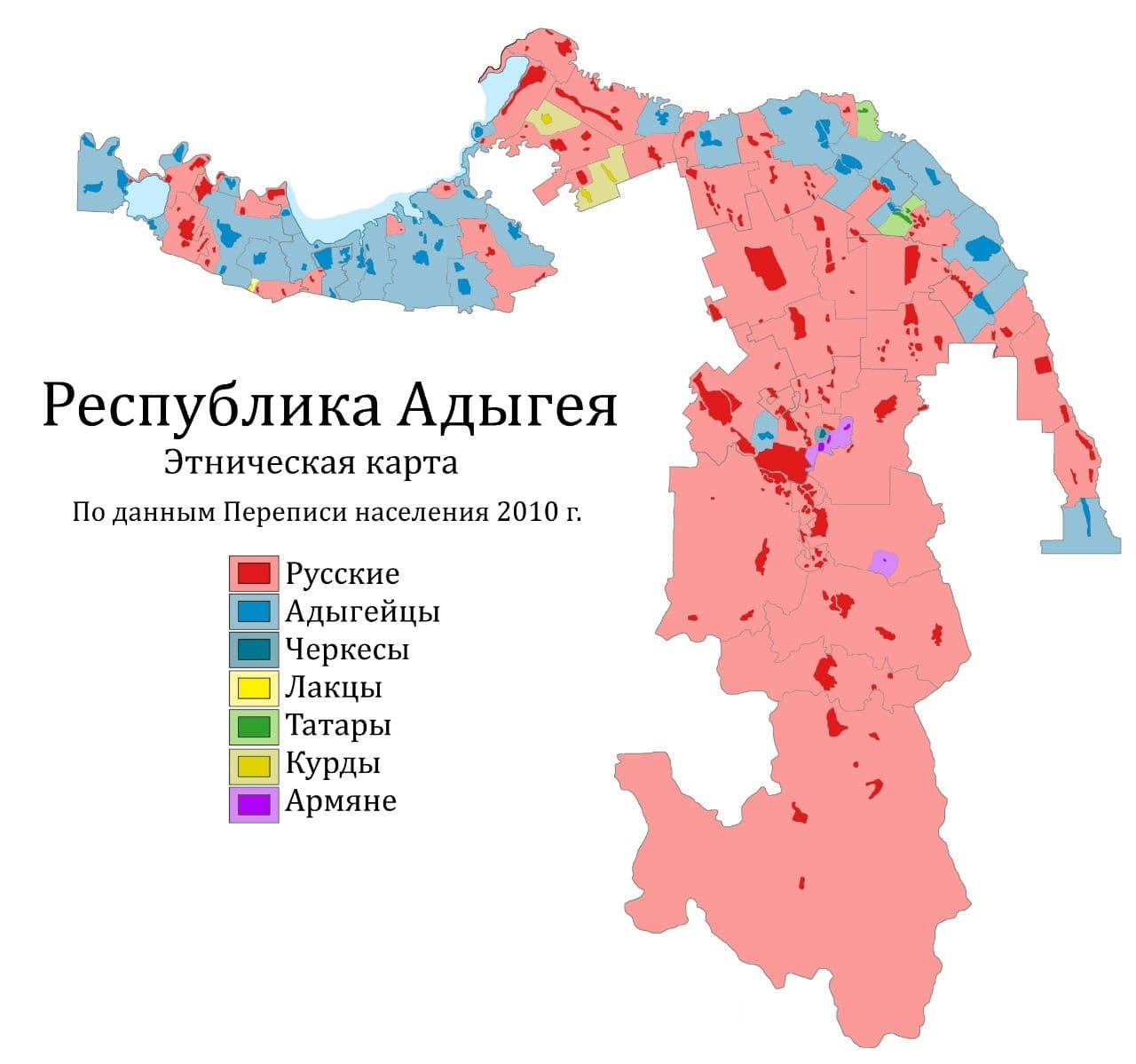
Этнический состав Республики Адыгея по поселениям, перепись 2010 г.

По итогам переписи населения 2020 года проживали следующие национальности (национальности менее 0,2 % и другое см. в сноске к строке «Другие»):
| Национальность | Численность, чел. | Доля     |
| -------------- | ----------------- | -------- |
| Русские        | 287 778           | 57,91 %  |
| Адыгейцы       | 98 138            | 19,75 %  |
| Черкесы        | 16 133            | 3,25 %   |
| Армяне         | 14 810            | 2,98 %   |
| Курды          | 5233              | 1,05 %   |
| Цыгане         | 2908              | 0,59 %   |
| Украинцы       | 2810              | 0,57 %   |
| Азербайджанцы  | 2270              | 0,46 %   |
| Татары         | 2060              | 0,41 %   |
| Другие         | 64 794            | 13,03 %  |
| Итого          | 496 934           | 100,00 % |

Адыгейцы (Черкесы) проживают, в основном, в 45 аулах, а также в г. Майкопе, п. Энеме, п. Яблоновском и п. Тлюстенхабле. Наиболее компактно они расселены в Тахтамукайском, Теучежском, Шовгеновском, Кошехабльском и Красногвардейском районах.
В 1998 году из автономного края Косово и Метохия (Югославия) согласно постановлению правительства «О неотложных мерах государственной поддержки переселения адыгов (черкесов) из Автономного края Косово (Союзная Республика Югославия) в Республику Адыгея» была репатриирована группа черкесов (42 семьи (около 200 чел.), расселённая в Майкопе и новом ауле Мафэхабле (Майкопский район).
Остальное население в сельской местности проживает в станицах, хуторах, сёлах и посёлках.
Русские расселены по всей территории республики, компактно живут в Гиагинском и Майкопском районах, велика их численность в Красногвардейском, Тахтамукайском районах.
Украинцы расселены дисперсно по всей Адыгее.
Компактно в Адыгее живут татары: хутора Киров (Шовгеновский район), Политотдел, Отрадный (Кошехабльский район), аул Афипсип (Тахтамукайский район), город Майкоп.
Армяне расселены компактно в Майкопском районе: хутора Пролетарский, Цветочный, Северо-Восточные Сады, Шаумян, посёлок Тульский, станица Кужорская, город Майкоп.
Курды: сёла Белое, Преображенское, Садовое, Еленовское, аул Бжедугхабль (Красногвардейский район).
Греки: хутор Гавердовский (городской округ Майкоп).
Национальный состав населения по районам (2002 год):
| Территория                    | Русские | Адыгейцы | Армяне | Украинцы | Курды  |
| ----------------------------- | ------- | -------- | ------ | -------- | ------ |
| г. Майкоп                     | 72,6 %  | 16,7 %   | 3,0 %  | 2,5 %    | 0,0 %  |
| г. Адыгейск                   | 18,1 %  | 78,4 %   | 0,4 %  | 0,6 %    | -      |
| Сельская местность г. Майкопа | 79,9 %  | 6,0 %    | 2,3 %  | 2,6 %    | 0,8 %  |
| Гиагинский р-н                | 86,7 %  | 2,8 %    | 3,1 %  | 2,1 %    | 0,1 %  |
| Кошехабльский р-н             | 43,0 %  | 49,4 %   | 2,0 %  | 0,8 %    | -      |
| Красногвардейский р-н         | 63,0 %  | 17,3 %   | 1,8 %  | 1,7 %    | 10,3 % |
| Майкопский р-н                | 81,2 %  | 1,5 %    | 10,0 % | 2,8 %    | 0,1 %  |
| Тахтамукайский р-н            | 54,7 %  | 34,7 %   | 2,6 %  | 1,8 %    | 0,1 %  |
| Теучежский р-н                | 27,2 %  | 68,4 %   | 1,0 %  | 0,8 %    | 0,1 %  |
| Шовгеновский р-н              | 33,6 %  | 62,5 %   | 0,4 %  | 0,7 %    | 0,0 %  |

Национальный состав населения по переписи 2010 года:
| Территория            | Русские | Чел.    | Адыгейцы | Чел.   | Армяне  | Чел.  | Украинцы | Чел.  | Курды   | Чел.  | Цыгане | Чел. |
| --------------------- | ------- | ------- | -------- | ------ | ------- | ----- | -------- | ----- | ------- | ----- | ------ | ---- |
| Гиагинский р-н        | 86,77 % | 27 458  | 2,81 %   | 889    | 3,85 %  | 1 218 | 1,35 %   | 428   | 0,26 %  | 83    | 1,53 % | 484  |
| Майкопский р-н        | 81,44 % | 46 739  | 1,80 %   | 1 031  | 10,66 % | 6 119 | 1,81 %   | 1 036 | 0,21 %  | 122   | 0,92 % | 528  |
| гор. округ Майкоп     | 71,84 % | 112 802 | 17,83 %  | 27 216 | 2,96 %  | 4 651 | 1,87 %   | 2 933 | 0,13 %  | 203   | 0,26 % | 413  |
| г. Майкоп             | 71,29 % | 96 119  | 18,19 %  | 24 526 | 3,03 %  | 4 085 | 1,88 %   | 2 537 | 0,03 %  | 36    | 0,15 % | 201  |
| Красногвардейский р-н | 64,14 % | 19 683  | 16,14 %  | 4 953  | 1,76 %  | 539   | 0,95 %   | 290   | 13,11 % | 4 024 | 0,26 % | 80   |
| Тахтамукайский р-н    | 57,10 % | 38 257  | 33,21 %  | 22 247 | 3,02 %  | 2 022 | 1,17 %   | 782   | 0,12 %  | 78    | 0,37 % | 245  |
| Кошехабльский р-н     | 40,12 % | 12 147  | 51,90 %  | 15 711 | 2,02 %  | 612   | 0,55 %   | 167   | -       | -     | 1,87 % | 565  |
| Шовгеновский р-н      | 32,77 % | 5 532   | 62,88 %  | 10 613 | 0,55 %  | 92    | 0,37 %   | 63    | -       | 1     | 0,08 % | 13   |
| Теучежский р-н        | 28,06 % | 5 626   | 65,82 %  | 13 195 | 1,15 %  | 230   | 0,56 %   | 112   | 0,08    | 17    | 0,18 % | 37   |
| г. Адыгейск           | 17,60 % | 2 120   | 79,04 %  | 9 521  | 0,59 %  | 71    | 0,33 %   | 40    | -       | -     | -      | -    |
| гор. округ Адыгейск   | 17,09 % | 2 470   | 79,93 %  | 11 549 | 0,54 %  | 78    | 0,29 %   | 42    | -       | -     | -      | -    |

### Населённые пункты
Населённые пункты с численностью населения более 5 тысяч человек
| Майкоп       | ↘137 899 |
| Яблоновский  | ↗56 972  |
| Энем         | ↗28 209  |
| Новая Адыгея | ↗16 968  |

| Гиагинская | ↘14 338 |
| Адыгейск   | ↗13 247 |
| Ханская    | ↘11 152 |
| Тульский   | ↗11 168 |

| Красногвардейское | ↘9367 |
| Кошехабль         | ↗7361 |
| Тлюстенхабль      | ↘7240 |
| Каменномостский   | ↗7075 |

| Дондуковская      | ↗6482 |
| Тахтамукай        | ↗6150 |
| Краснооктябрьский | ↗6183 |
| Хатукай           | ↗5173 |

## Административно-территориальное деление

Современное административно-территориальное деление Адыгеи

Согласно Закону Республики Адыгея «Об административно-территориальном устройстве Республики Адыгея», республика включает административно-территориальные единицы: 7 районов и 2 республиканских городских округа (2 города республиканского значения с подчинёнными населёнными пунктами):
- 1. Майкопский республиканский городской округ,
- 2. Адыгейский республиканский городской округ,
- 3. Гиагинский район,
- 4. Кошехабльский район,
- 5. Красногвардейский район,
- 6. Майкопский район,
- 7. Тахтамукайский район,
- 8. Теучежский район,
- 9. Шовгеновский район.

Они в свою очередь включают также относящиеся к административно-территориальным единицам Адыгеи населённые пункты:
- городские населённые пункты:
  - города республиканского значения, города районного значения, посёлки городского типа, дачные посёлки, курортные посёлки,
- сельские населённые пункты:
  - аулы, станицы, сёла, посёлки сельского типа, хутора.

В рамках муниципального устройства республики, в границах административно-территориальных единиц Адыгеи созданы 60 муниципальных образований, среди которых выделяются:
- 2 городских округа,
- 7 муниципальных районов, в том числе
  - 48 сельских поселений,
  - 3 городских поселения.

| №                                                                   | Герб | Название                | Административный центр | Площадь, км² | Население, чел. |
| ------------------------------------------------------------------- | ---- | ----------------------- | ---------------------- | ------------ | --------------- |
| Города республиканского значения (республиканские городские округа) |      |                         |                        |              |                 |
| 1                                                                   |      | Майкоп                  | г. Майкоп              | 57           | ↘161 818        |
| 2                                                                   |      | Адыгейск                | г. Адыгейск            | 31,5         | ↘15 659         |
| Районы (муниципальные районы)                                       |      |                         |                        |              |                 |
| 3                                                                   |      | Гиагинский район        | станица Гиагинская     | 790          | ↘31 872         |
| 4                                                                   |      | Кошехабльский район     | аул Кошехабль          | 606          | ↗30 319         |
| 5                                                                   |      | Красногвардейский район | село Красногвардейское | 726          | ↗32 095         |
| 6                                                                   |      | Майкопский район        | посёлок Тульский       | 3667         | ↗59 156         |
| 7                                                                   |      | Тахтамукайский район    | аул Тахтамукай         | 440          | ↗131 771        |
| 8                                                                   |      | Теучежский район        | аул Понежукай          | 710          | ↘22 254         |
| 9                                                                   |      | Шовгеновский район      | аул Хакуринохабль      | 521          | ↗16 287         |

## Телефонные коды муниципальных образований
| Муниципальное образование | Телефонный код |
| ------------------------- | -------------- |
| Майкоп                    | 877 22/25      |
| Кошехабльский район       | 877 709        |
| Тахтамукайский район      | 877 714/719    |
| Адыгейск                  | 877 722/729    |
| Теучежский район          | 877 729        |
| Шовгеновский район        | 877 739        |
| Майкопский район          | 877 77         |
| Красногвардейский район   | 877 78         |
| Гиагинский район          | 877 79         |

## Суды
В Адыгее действует Верховный суд Республики Адыгея, Арбитражный суд Республики Адыгея, Майкопский гарнизонный военный суд, один городской и семь районных судов общей юрисдикции, 24 судебных участка (мировых судей).

## Экономика
Адыгея — индустриально-аграрная республика, с такими отраслями промышленности, как пищевая, деревообрабатывающая и целлюлозно-бумажная, машиностроение и металлообработка.

### Сельское хозяйство
Основу агропромышленного производства составляют растениеводство, свиноводство, овцеводство, промышленное птицеводство, племенное коневодство.
Животноводство
На 1 мая 2020 года в Адыгее поголовье крупного рогатого скота насчитывало 47,3 тыс. голов (на 2,4 % больше, чем на ту же дату в прошлом году), в том числе 24,4 тыс. коров (на 0,4 % меньше). В частности, в сельскохозяйственных организациях республики содержалось 11,9 тыс. голов КРС (на 8,2 % больше), в том числе 5,2 тыс. коров (на 18,2 % больше). В январе — апреле 2020 года в республике было произведено 39,0 тыс. т молока (на 1,6 % больше, чем за аналогичный период 2019 года), в том числе в сельхозорганизациях — 6,1 тыс. т (на 22 % больше).
Численность свиней в республике на 1 мая составляла 78,6 тыс. голов (на 5,5 % больше, чем год назад), овец и коз — 59,1 тыс. голов (на 3,6 % меньше). В частности, в сельхозорганизациях поголовье свиней насчитывало 72,8 тыс. голов (на 5,2 % больше), овец и коз — 20,9 тыс. голов (на 7,7 % больше).
В Адыгее отмечен значительный рост поголовья птицы: в целом в республике — на 18,1 % к уровню 2019 года (до 1,8 млн голов), в сельхозорганизациях — на 25 % (до 1,0 млн голов). Это связано с возобновлением работы ООО «Ханская птицефабрика», где реконструировали 7 корпусов и 5 холодильных камер, создали ветлабораторию и производственный цех по забою птицы, а в дальнейшем планируют нарастить поголовье с 1 до 2,5 млн бройлеров и реконструировать ещё 7 корпусов.
Запуск производства на Ханской птицефабрике обусловил увеличение выпуска скота и птицы на убой (в живом весе) в регионе до 10,1 тыс. т по итогам четырёх месяцев (+21,7 % к прошлогоднему показателю), в частности в сельскохозяйственных организациях — до 7,7 тыс. т (+32,8 %). Яичное птицеводство показало менее существенную динамику: выпуск яиц в Адыгее в январе — апреле составил 34,4 млн шт. (+11 %), в том числе в сельхозорганизациях — 17,2 млн шт. (+16,2 %).
Растениеводство
В 2020 году республика увеличила валовой сбор зерновых и зернобобовых культур на 15 % по сравнению с прошлым годом. На 28 октября намолочено 729 тыс. тонн зерновых и зернобобовых культур. Урожайность выросла на 6 ц/га. Под урожай было засеяно 115 тыс. га, на 5 % больше, чем в 2019 году.
На 10 ноября валовый сбор риса составил более 50,5 тыс. тонн. В 2019 году валовой сбор риса составил 44,3 тыс. тонн. Таким образом, в 2020 году данный показатель вырос на 14 % Площадь посевов риса в этом году составила более 9,6 тыс. га, что на 18,5 % больше, чем годом ранее. Средняя урожайность составила 52,5 ц/га.
| тыс. гектар | 269,7 | 233,7 | 217,3 | 184,1 | 228,9 | 236,7 |

### Машиностроение
- научно-производственное предприятие «Роснефтегазинструмент» — разработчик и производитель нефтегазового оборудования для бурения и ремонта скважин.

### Энергетика
По состоянию на октябрь 2020 года, на территории Адыгеи эксплуатировались 8 электростанций общей мощностью 191,68 МВт, в том числе две ГЭС, одна ветроэлектростанция, одна солнечная электростанция и четыре тепловые электростанции. В 2018 году они произвели 78 млн кВт·ч электроэнергии. Особенностью энергетики Адыгеи является самая высокая в России доля ветроэнергетики в генерирующих мощностях, что связано с расположением на территории региона крупнейшей ветроэлектростанции России — Адыгейской ВЭС.

### Транспорт
Развит авто- и железнодорожный транспорт, судоходство по реке Кубани.
Безработица
В Адыгее в 2013 году управление государственной службы занятости Республики Адыгея регистрировало уровень безработицы на уровне 1,2 %-1,4 %

### Туризм
Территория республики относится к зоне смешанного туризма. Она обладает значительными охотничьими ресурсами.
В Адыгее создано несколько природоохранных зон: Кавказский государственный биосферный заповедник, расположенный на территориях Республики Адыгея и Краснодарского края, ряд уникальных природных памятников, национальный природный парк «Горная Адыгея».
Большой популярностью пользуются пешеходные горные и конные маршруты. Базы и лагеря отдыха могут одновременно принять более 1500 отдыхающих.

## Здравоохранение
В регионе Республика Адыгея по данным за 2018 год зарегистрировано:
- 119 больных ВИЧ-инфекцией,
- 1799 больных злокачественными новообразованиями, то есть страдающих различными раковыми заболеваниями,
- 210 пациентов с туберкулёзом,
- 1739 больных, лечащихся от наркомании,
- 11556 человек с алкоголизмом,
- 26 больных сифилисом.

## СМИ
10 апреля 1992 года образована Государственная телевизионная и радиовещательная компания Республики Адыгея.

## Религии
Большинство населения исповедуют православие и ислам. Славянское население — православные христиане. Адыги — мусульмане-сунниты.
В советский период в Адыгее мусульманское духовенство исчезло полностью. 28 февраля 1985 года председатель Совета по делам религий Константин Харчев сообщал в ЦК КПСС, что в Адыгейской автономной области не было ни одного зарегистрированного объединения мусульман. После распада СССР мусульманское духовенство появилось снова.
Местные исламские общины подчиняются Духовному управлению мусульман Адыгеи и Краснодарского края, которое было создано в 1991 году на первом съезде мусульман Республики Адыгея в ауле Адамий. Предшествующий этому последний съезд мусульман региона состоялся в 1927 году в этом же ауле. С 2012 года Духовное управление возглавляет муфтий Аскарбий Карданов. В настоящее время в Духовное управление мусульман Республики Адыгея и Краснодарского края (ДУМ РА и КК) входят 12 районных религиозных организаций мусульман, а также 3 городских организации (Майкоп, Краснодар и Адыгейск). На сегодняшний день на территории Республики Адыгея действуют 44 мечети. В начале ноября 2000 года в Майкопе открылась Соборная мечеть.
28 марта 1991 года, после создания Республики Адыгея, было учреждено Майкопское благочиние Краснодарской и Кубанской епархии.
26 февраля 1994 года Священный синод образовал Майкопскую и Армавирскую епархию с центром в г. Майкопе, в состав которой вошли Республика Адыгея и 13 районов Краснодарского края (всего 72 прихода), которая 28 декабря 2000 года была преобразована в Майкопскую и Адыгейскую.
В настоящее время в епархию входят приходы Республики Адыгея. Возглавляется архиепископом Тихоном (Лобковским). Делится на 7 благочиний. Число её приходов: 54. Действуют Свято-Михайловская Закубанская мужская Афонская общежитийная пустынь и два его подворья в селе Хамышки и станице Безводной, женский монастырь во имя Иверской иконы Божией матери. Функционирует Троицкий кафедральный собор.
В Адыгее есть представители старообрядческой церкви различных толков. Зарегистрированы одна Майкопская старообрядческая Поморская община Древлеправославной Поморской Церкви, одна община Русской Православной Старообрядческой церкви.
Также действуют другие христианские организации: 1 — баптистская, 6 — евангельских христиан, 6 — свидетелей Иеговы, 2 — пятидесятников, 1 — адвентистов седьмого дня.
Армяне, в основном, относятся к Армянской апостольской церкви. Действуют два прихода епархии Юга России в Майкопе и в хуторе Пролетарском (Майкопский район). Настоятель обоих приходов священник Тер Мушег Хачатрян.
Есть последователи неоязычников, исповедующих родноверие, и приверженцы традиционной черкесской религии.

## Наука, образование и культура
Древнейшим памятником культуры адыгского этноса является Нартский эпос, в котором отражены представления адыгов о мире на ранней стадии развития человеческого общества, их занятия, этические нормы и философские представления, легенды, особенности быта и нравов.
В республике действуют два вуза:
- Адыгейский государственный университет, бывший Адыгейский педагогический институт (АГУ)
- Майкопский государственный технологический университет (МГТУ)

Работают средние специальные учебные заведения:
- Адыгейский педагогический колледж им. Х. Андрухаева,
- Адыгейский республиканский колледж искусств им. У. Х. Тхабисимова,
- Майкопский медицинский колледж (ММК).
- Майкопский государственный гуманитарно-технический колледж при Адыгейском государственном университете (МГГТК АГУ),
- политехнический колледж при МГТУ,
- профессиональный лицей № 6.

В республике открыты и действует подразделения (филиалы, отделения) российских вузов:
- Адыгейский филиал Северо-Кавказской академии государственной службы в г. Майкопе,
- Майкопский филиал Современной гуманитарной академии,
- Адыгейский филиал Московской открытой социальной академии (МОСА),
- Адыгейский филиал Южно-Российского государственного технического университета (Новочеркасского политехнического института),
- Адыгейский филиал Кубанского государственного медицинского университета,
- Адыгейский филиал Российского государственного социального университета.

Действуют
- Адыгейский республиканский институт повышения квалификации,
- Адыгейский НИИ сельского хозяйства,
- Адыгейский республиканский институт гуманитарных исследований имени Т. М. Керашева.

В Адыгее работают 1 федеральный, 2 региональных и 6 муниципальных музея.
Национальный музей Республики Адыгея располагает уникальными археологическими, этнографическими, природными коллекциями. Открыт специальный отдел адыгской диаспоры, наглядным результатом работы которого стало существенное пополнение фондов музея экспонатами периода Кавказской войны (1817—1864 гг.) и жизни адыгов за рубежом.
В Майкопе действует филиал Государственного музея Востока.
На сегодняшний день, сеть учреждений культуры в Республике Адыгея составляет 319 единиц, из них 1 федеральное учреждение культуры, 21 региональных, 297 муниципальных:
• театры — 4 (3 региональных, 1 муниципальный);
• музеи — 9 (1 федеральный, 2 региональных, 6 муниципальных);
• культурно-досуговые учреждения — 133 (1 региональный, 132 муниципальных);
• библиотеки — 144 (4 региональных, 140 муниципальных);
• концертные организации — 3 (3 региональных);
• учреждения по киновидеообслуживанию — 3 (3 муниципальных);
• учреждения образования — 22 (8 региональных, 14 муниципальных).
Также в республике работают 4 творческих союзов и 1 ассоциация.

### Театры и концертные организации
В Майкопе работает ряд театрально-концертных организаций:
- Национальный театр Республики Адыгея им. И.С.Цея,
- Русский государственный драматический театр им. А.С. Пушкина,
- Камерный музыкальный театр Республики Адыгея им. А.А. Ханаху,
- Драматический молодежный театр им. М.С. Ахеджакова,
- Государственный академический ансамбль народного танца Адыгеи «Нальмэс»,
- Государственный ансамбль народной песни Адыгеи «Исламей»,
- Государственная филармония Республики Адыгея,
- Эстрадный ансамбль «Оштен»,
- Камерный музыкальный салон,
- Государственный симфонический оркестр,
- Государственный оркестр русских народных инструментов "Русская удаль,
- Театр кукол «Золотой кувшин».

## Спорт
В состав сборных команд России включены 66 воспитанников спорта Адыгеи по 18 видам спорта.
- Футбольный клуб «Дружба» Майкоп (2-й дивизион зона «Юг»).
- Женский гандбольный клуб «АГУ-Адыиф» (суперлига).
- Баскетбольный клуб «Динамо-МГТУ» (Суперлига-2).
- Федерация парашютного спорта Республики Адыгея .

С 1992 года ежегодно проводится многодневная велогонка «Дружба народов Северного Кавказа». Её маршрут: Майкоп — Краснодар — Ставрополь — Черкесск — Пятигорск — Нальчик — Владикавказ.
В Адыгее проходят соревнования по водному туризму «Интерралли-Белая».
При Адыгейском государственном университете в 1971 году был создан институт физической культуры и дзюдо.
В республике уделяется большое внимание развитию тяжёлой атлетики, которая считается традиционным видом спорта. С 1983 года в ауле Уляп ежегодно проводятся республиканские соревнования по тяжёлой атлетике им. А. Б. Пшиканова, внёсшего в советское время значительный вклад в развитие этого вида спорта. По всей республике имеется несколько секций тяжёлой атлетики во главе с именитыми тренерами-чемпионами.